# Зазакі
Зазакі (п.-заз. Zazaki), також димлі — одна з іранських мов північно-західної підгрупи.
Поширена серед народності Заза на території Туреччини — у східній Анатолії, між витоками річок Євфрат і Тигр, в провінціях Тунджелі, Ерзінджан, Бінгель, Сивас, Ерзурум, Варто, Елязиг, Діярбекір, Сіверек, Адияман, а також частково в декількох селах Малатьї, Мардіна, Мутко, Аксарая.

Поширення курдських діалектів
Курманджі
Сорані
Келхурі
Зазакі
Ґурані
Змішані

Мова споріднена із прикаспійськими мовами, перш за все талиською.
Носії мови зазакі зазвичай вважають себе частиною курдської спільноти, тому у курдській літературі зазакі зазвичай розглядається як діалект курдської мови. Проте відмінності між зазакі та іншими курдськими діалектами досить глибокі, взаєморозуміння між ними неможливе, через це лінгвісти зазвичай вважають зазакі окремою мовою. На думку російського сходознавця І. А. Смирнової, мова зазакі є одною з двох складових діалектів курдської мови. Однак це припущення неоднозначно сприймається багатьма сходознавцями.